# Chrysocraspeda lineimargo
Chrysocraspeda lineimargo là một loài bướm đêm trong họ Geometridae.